# Бекард чубатий
Бекард чубатий (Pachyramphus validus) — вид горобцеподібних птахів родини бекардових (Tityridae).

## Поширення
Вид поширений в Південній Америці. Трапляється на сході та півдні Бразилії, в Болівії, Парагваї, на сході Перу та на півночі Аргентини. Його природним середовищем існування є субтропічні або тропічні вологі низинні ліси, субтропічні або тропічні вологі гірські ліси та сильно деградований колишній ліс.

## Підвиди
Таксон включає два підвиди:
- Pachyramphus validus audax (Cabanis, 1873)
- Pachyramphus validus validus (Lichtenstein, 1823)